# Peje Johansson
Alf Per-Olof Johansson, känd som Peje Johansson, född 20 april 1961 i Almundsryds församling, Kronobergs län, är en svensk radioprogramledare och musiker.
Peje Johansson föddes och växte upp i Ryd, Småland, och har sedan omkring 1990 varit yrkesverksam som radioprogramledare, musiker och underhållare. Som programledare har han arbetat med Allsång i Gränna hamn, Helgmorgon och Ring så spelar vi samt olika program i lokalradion P4 Kronoberg. Han har också rapporterat för Sportradion.